# N.E.C. in het seizoen 2024/25
|               | Eredivisie | KNVB beker | Play- offs | Totaal |
| ------------- | ---------- | ---------- | ---------- | ------ |
| Wedstrijden   | 34         | 2          | 1          | 37     |
| Gewonnen      | 12         | 1          | 0          | 13     |
| Gelijk        | 7          | 0          | 0          | 7      |
| Verloren      | 15         | 1          | 1          | 17     |
| Thuis         | 17         | 1          | 0          | 18     |
| Uit           | 17         | 1          | 1          | 19     |
| Gele kaarten  | 49         | 8          | 2          | 59     |
| 2× gele kaart | 2          | 0          | 0          | 3      |
| Rode kaarten  | 1          | 0          | 0          | 1      |
| Doelsaldo     | +5         | +0         | -1         | +4     |
| voor          | 51         | 4          | 2          | 57     |
| tegen         | 46         | 4          | 3          | 53     |
| ‘De Nul’      | 10         | 0          | 0          | 10     |

N.E.C. kwam in het seizoen 2024/25 voor het vierde achtereenvolgende seizoen in de Eredivisie, na de promotie uit de Eerste divisie in 2021. Daarin eindigde het achtste, waarna het in de eerste ronde van de play-offs om Europees voetbal verloor van FC Twente. Daarnaast kwam de ploeg uit in de KNVB Beker, waarin het in de derde ronde uitgeschakeld werd door Heracles Almelo.

## Seizoenssamenvatting

### Juni
- Op 6 juni werd bekend dat assistent-trainer Patrick Greveraars zou vertrekken bij N.E.C., nadat hij eerder die week zijn Voetbalcoach 5-diploma behaalde, waardoor hij nu als hoofdtrainer in het betaald voetbal aan de slag mag.
- Op 10 juni maakte N.E.C. bekend dat Dirk Proper zijn in de zomer van 2025 aflopende contract met één jaar verlengd had.
- Op 17 juni werd bekend dat Jasper Cillessen na twee seizoenen bij N.E.C. zou vertrekken naar Las Palmas.
- Op 19 juni werd Stijn van Gassel gepresenteerd als nieuwe doelman van N.E.C. Hij tekende voor twee seizoenen en zou met Robin Roefs gaan strijden om de plek van eerste keeper.
- Op 20 juni werd bekend dat N.E.C. de optie tot koop van Rober González had gelicht. De Spanjaard tekende voor drie seizoenen tot de zomer van 2027. Eerder dit seizoen had N.E.C. dezelfde constructie met huurlingen Koki Ogawa en Brayann Pereira, die eveneens definitief werden overgenomen.
- Op 25 juni nam N.E.C. de 17-jarige Luc Nieuwenhuijs over van de jeugd van Vitesse. Hij tekende tot medio 2027 en zou gaan aansluiten bij de eerste selectie.
- Op 28 juni was de eerste training van N.E.C.

### Juli
- Op 1 juli liepen de contracten af van Nils Rossen, Sylla Sow en Bas Dost. Ook huurlingen Mathias Ross, Youri Baas, Tjaronn Chery en Yvandro Borges Sanches keerden terug bij hun club.
- Op 3 juli tekende Omar Jamil zijn eerste profcontract bij N.E.C.
- Op 5 juli presenteerde N.E.C. Başar Önal als nieuwe speler. Hij werd overgenomen van De Graafschap en tekende voor vier seizoenen.
- Op 6 juli speelt N.E.C. de eerste oefenwedstrijd van het nieuwe seizoen tegen het Schouwse elftal. Daarin won het met 5-0 door doelpunten van Lars Olden Larsen (2x), Luc Nieuwenhuijs, Mees Hoedemakers en Sami Ouaissa.
- Op 13 juli speelde N.E.C. een oefenwedstrijd tegen Standard Luik, dat met 1-2 won. Lars Olden Larsen scoorde namens N.E.C.
- Op 15 juli maakte N.E.C. bekend dat het Iván Márquez voor een jaar zou huren van 1. FC Nürnberg. De Spanjaard speelde tussen 2021 en 2023 al bij N.E.C.
- Op 20 juli verloor N.E.C. een oefenwedstrijd tegen Hertha BSC met 0-1. Koki Ogawa viel in deze wedstrijd geblesseerd uit.
- Op 27 juli verloor N.E.C. met 0-2 van Conference League-winnaar Olympiakos Piraeus.
- Op 30 juli won N.E.C. met 4-1 van Team VVCS door doelpunten van Dirk Proper (2x), Lasse Schöne en Giorgio Ghiani.

### Augustus
- Op 1 augustus werd bekend dat Giorgio Ghiani zijn eerste profcontract had getekend bij N.E.C.
- Op 2 augustus speelde N.E.C. in de laatste oefenwedstrijd met 1-1 gelijk tegen Ligue 1-club Le Havre. Sami Ouaissa scoorde namens N.E.C.
- Op 7 augustus presenteerde N.E.C. Argyris Darelas. Hij kwam over van PAOK Saloniki en tekende een contract voor twee seizoenen bij N.E.C., met een optie voor nog twee seizoenen.
- Op 10 augustus speelt N.E.C. de openingswedstrijd tegen FC Twente. Daarin verloor N.E.C. met 1-2 door goals van Sam Lammers en Alec Van Hoorenbeeck. Kodai Sano scoorde namens N.E.C.
- Op 14 augustus presenteerde N.E.C. Thomas Ouwejan als nieuwe aanwinst. De linksback was transfervrij na zijn vertrek bij Schalke 04 deze zomer en tekende voor drie seizoenen.
- Op 17 augustus gaat N.E.C. op bezoek bij AZ, dat met 1-0 door een doelpunt van Sven Mijnans.
- Op 23 augustus werd bekend dat Bart van Rooij de overstap had gemaakt naar FC Twente voor een bedrag van net onder de miljoen euro.
- Op 24 augustus ontving N.E.C. PEC Zwolle, dat met 1-0 verslagen werd door een doelpunt van Rober González. Thierry Lutonda ontving tweemaal een gele kaart.
- Op 27 augustus werd Lars Olden Larsen voor een halfjaar verhuurd aan BK Häcken, zijn vorige club, dat tevens een optie tot koop bemachtigde.
- Op 30 augustus verlengde N.E.C. de contracten van Philippe Sandler en Calvin Verdonk tot respectievelijk 2029 en 2028.
- Op 31 augustus speelde N.E.C. de uitwedstrijd tegen Fortuna Sittard. Daarin won het met 3-0 door doelpunten van Koki Ogawa, Rober González en Sami Ouaissa.

### September
- Op 14 september ging N.E.C. op bezoek bij regerend landskampioen PSV. Dat won met 2-0 door doelpunten van Luuk de Jong en Guus Til. Kodai Sano kreeg na negen minuten een directe rode kaart.
- Op 21 september ontving N.E.C. in eigen huis Heracles Almelo, dat met 2-1 won door doelpunten van Mario Engels en Luka Kulenovic. Koki Ogawa scoorde namens N.E.C.
- Op 28 september speelde N.E.C. thuis tegen bekerwinnaar Feyenoord. Het werd 1-1, door goals van Sontje Hansen en Jordan Lotomba.
- Op 30 september tekende Vito van Crooij definitief voor drie seizoenen bij N.E.C. Hij was transfervrij na zijn vertrek bij Al-Wehda.

### Oktober
- Op 5 oktober ging N.E.C. op bezoek bij promovendus NAC Breda. Die wedstrijd ging met 1-0 verloren door een doelpunt van Dominik Janošek. Sana Fernandes pakte een rode kaart.
- Op 19 oktober speelde N.E.C. in de Goffert tegen Sc Heerenveen. Het won met 3-0 door goals van Vito van Crooij (2x) en Bram Nuytinck.
- Op 25 oktober speelde N.E.C. een uitwedstrijd tegen Almere City, dat met 1-0 won door een eigen doelpunt van Thomas Ouwejan.
- Op 29 oktober won N.E.C. in de tweede ronde van de KNVB Beker na verlenging met 4-3 van PEC Zwolle. Koki Ogawa (2x), Sontje Hansen en Kento Shiogai scoorden namens N.E.C., Jamiro Monteiro, Dylan Vente en Thomas Buitink namens PEC.

### November
- Op 3 november ontving N.E.C promovendus FC Groningen. Die wedstrijd werd met 6-0 gewonnen door doelpunten van Koki Ogawa (2x), Sontje Hansen, Vito van Crooij, Sami Ouaissa en Thomas Ouwejan.
- Op 9 november ging N.E.C. op bezoek bij RKC Waalwijk. Na een rode kaart van Daouda Weidmann won N.E.C. met 0-3 door goals van Koki Ogawa, Sami Ouaissa en Iván Márquez.
- Op 24 november speelde N.E.C. een thuiswedstrijd tegen FC Utrecht. Die ging met 1-2 verloren door goals van Yoann Cathline en Victor Jensen. Sontje Hansen scoorde namens N.E.C.

### December
- Op 1 december speelde N.E.C. thuis tegen Ajax. Hoewel Sontje Hansen de score opende, verloor N.E.C met 1-2 door twee goals van Wout Weghorst.
- Op 7 december speelde N.E.C. tegen Go Ahead Eagles, dat met maar liefst 5-0 won. Oliver Edvardsen scoorde een hattrick, terwijl ook Enric Llansana en Dean James op het scorebord kwamen.
- Op 15 december ontving N.E.C. Sparta Rotterdam. Die wedstrijd werd met 1-1 gelijk gespeeld door doelpunten van Camiel Neghli en Iván Márquez.
- Op 18 december werd N.E.C. uitgeschakeld in de derde ronde van de beker door Heracles Almelo, dat in de verlenging het enige doelpunt scoorde via Sem Scheperman.
- De laatste wedstrijd van het kalenderjaar speelde N.E.C. op 22 december op bezoek bij promovendus Willem II. Het verloor met 4-1, door goals van Jeremy Bokila, Ringo Meerveld, Boris Lambert en een eigen doelpunt van Iván Márquez. N.E.C. scoorde via Koki Ogawa.

### Januari
- Op 5 januari speelde N.E.C. 2-2 gelijk in een oefenduel tegen Borussia Mönchengladbach, door goals van Başar Önal en Lasse Schöne. Ook legde N.E.C. die dag Bryan Linssen voor anderhalf jaar vast.
- De eerste wedstrijd van 2025 speelde N.E.C. op 11 januari tegen PEC Zwolle. Door een doelpunt van Koki Ogawa werd met 1-0 gewonnen.
- Op 19 januari speelt N.E.C. tegen Fortuna Sittard. N.E.C won met 4-1, door doelpunten van Sami Ouaissa, Vito van Crooij, Calvin Verdonk en Thomas Ouwejan. Fortuna scoorde via Loreintz Rosier.

### Februari
- Op 1 februari ontving N.E.C. kampioen PSV. Er werd met 3-3 gelijk gespeeld, door goals van Sami Ouaissa, Kento Shiogai en Bryan Linssen namens N.E.C. en Luuk de Jong, Ismael Saibari en Johan Bakayoko namens PSV.
- Op 8 februari ging N.E.C. op bezoek bij promovendus FC Groningen. Via Wouter Prins en Thom van Bergen kwam Groningen met 2-0 voor, waarna Thijmen Blokzijl een rode kaart pakte. Vito van Crooij scoorde namens N.E.C.
- Op 16 februari ontving N.E.C. thuis Almere City. Het werd 2-2, door doelpunten van Sami Ouaissa en Vito van Crooij namens N.E.C. en Ricardo Visus en Hamdi Akujobi namens Almere.
- Op 23 februari ging N.E.C. op bezoek bij FC Twente, dat met 2-0 won door twee goals van oud-speler Bas Kuipers
- Op 1 maart ging N.E.C. op bezoek bij bekerwinnaar Feyenoord, dat niet verder kwam dan 0-0.

### Maart
- Op 9 maart speelde N.E.C. een thuiswedstrijd tegen Go Ahead Eagles. Die ging met 2-3 verloren door goals van Dean James, Milan Smit en Oliver Antman. N.E.C. scoorde via Brayann Pereira en Kento Shiogai. Lasse Schöne moest er met twee keer geel vanaf.
- Op 15 maart reisde N.E.C. naar FC Utrecht. N.E.C. won daar met 1-0 door een benutte strafschop van Vito van Crooij.
- Op 29 speelde N.E.C. tegen AZ. Het eindigde in 3-3, door goals van Vito van Crooij (2x) en Kento Shiogai namens N.E.C., en Ibrahim Sadiq, Ernest Poku en Troy Parrott namens AZ.

### April
- Op 6 april speelde N.E.C. een uitwedstrijd tegen Sparta Rotterdam, dat met 2-0 won door een eigen doelpunt van Robin Roefs en een goal van Nökkvi Thórisson.
- Op 11 april ontving N.E.C. in eigen huis RKC Waalwijk. Het won met 2-1 door goals van Kodai Sano en Bryan Linssen, terwijl Michiel Kramer scoorde namens RKC.
- Op 27 april speelde N.E.C. in Friesland tegen Sc Heerenveen, dat met 1-0 won door een goal van Ion Nicolaescu.

### Mei
- Op 3 mei speelde N.E.C. thuis tegen promovendus Willem II. Het werd 1-1 door een eigen goal van Calvin Verdonk en een doelpunt van Kento Shiogai.
- Op 11 mei ging N.E.C. op bezoek bij koploper Ajax, dat met 3-0 verslagen werd door goals van Sontje Hansen, Brayann Pereira en Sami Ouaissa.
- Op 14 mei speelde N.E.C. thuis tegen promovendus NAC Breda. Het won met 3-0 door goals van Brayann Pereira en Bryan Linssen (2x).
- Op 18 mei speelde N.E.C. de laatste speelronde van het seizoen tegen Heracles Almelo. Door een 1-2 overwinning (goals van Sontje Hansen, Başar Önal en Sem Scheperman) eindigde N.E.C. als achtste in de Eredivisie, waarmee het deelname voor de play-offs om Conference League-voetbal afdwong.
- Op 22 mei verloor N.E.C. in de eerste ronde van de play-offs na verlenging van FC Twente. N.E.C. scoorde via Kodai Sano en Vito van Crooij, maar Twente via Michal Sadílek, Sem Steijn en Younes Taha. Alec Van Hoorenbeeck pakte na veertig minuten een rode kaart.

## Selectie 2024/25
| Nr.           | Nat.                                            | Naam              | Leeftijd | Duels N.E.C. | Duels N.E.C. | Hele carrière | Hele carrière | Contract tot | Seizoen bij NEC |
| Nr.           | Nat.                                            | Naam              | Leeftijd | W            |              | W             |               | Contract tot | Seizoen bij NEC |
| Keepers       | Keepers                                         | Keepers           | Keepers  | Keepers      | Keepers      | Keepers       | Keepers       | Keepers      | Keepers         |
| ------------- | ----------------------------------------------- | ----------------- | -------- | ------------ | ------------ | ------------- | ------------- | ------------ | --------------- |
| 1             | Vlag van Nederland                              | Stijn van Gassel  | 27 jaar  | 4            | 0            | 277           | 0             | 2026         | 1e              |
| 22            | Vlag van Nederland                              | Robin Roefs       | 21 jaar  | 42           | 0            | 42            | 0             | 2028         | 4e              |
| 31            | Vlag van Nederland                              | Rijk Janse        | 21 jaar  | 0            | 0            | 0             | 0             | 2025         | 3e              |
| Verdedigers   |                                                 |                   |          |              |              |               |               |              |                 |
| 2             | Vlag van Frankrijk · Vlag van Congo-Brazzaville | Brayann Pereira   | 21 jaar  | 51           | 3            | 84            | 3             | 2027         | 2e              |
| 3             | Vlag van Nederland · Vlag van Verenigde Staten  | Philippe Sandler  | 27 jaar  | 72           | 1            | 122           | 2             | 2029         | 3e              |
| 4             | Vlag van Spanje                                 | Iván Márquez      | 30 jaar  | 98           | 5            | 296           | 11            | 2025         | 3e              |
| 5             | Vlag van Nederland                              | Thomas Ouwejan    | 27 jaar  | 31           | 2            | 233           | 9             | 2027         | 1e              |
| 17            | Vlag van Nederland                              | Bram Nuytinck     | 34 jaar  | 139          | 3            | 458           | 16            | 2026         | 6e              |
| 19            | Vlag van Griekenland                            | Lefteris Lyratzis | 24 jaar  | 18           | 0            | 120           | 2             | 2025         | 1e              |
| 24            | Vlag van Indonesië · Vlag van Nederland         | Calvin Verdonk    | 27 jaar  | 161          | 8            | 238           | 10            | 2028         | 5e              |
| 33            | Vlag van Nederland                              | Yousri Sbai       | 20 jaar  | 2            | 0            | 2             | 0             | 2026         | 1e              |
| Middenvelders |                                                 |                   |          |              |              |               |               |              |                 |
| 6             | Vlag van Nederland                              | Mees Hoedemakers  | 26 jaar  | 66           | 2            | 257           | 15            | 2027         | 2e              |
| 8             | Vlag van Griekenland                            | Argyris Darelas   | 20 jaar  | 5            | 0            | 56            | 15            | 2026         | 1e              |
| 14            | Vlag van Noorwegen                              | Lars Olden Larsen | 26 jaar  | 33           | 1            | 205           | 40            | 2027         | 2e              |
| 20            | Vlag van Denemarken                             | Lasse Schöne      | 38 jaar  | 240          | 37           | 642           | 121           | 2025         | 8e              |
| 23            | Vlag van Japan                                  | Kodai Sano        | 20 jaar  | 59           | 9            | 109           | 14            | 2028         | 2e              |
| 32            | Vlag van Nederland                              | Vito van Crooij   | 28 jaar  | 28           | 10           | 364           | 82            | 2027         | 1e              |
| 71            | Vlag van Nederland                              | Dirk Proper       | 22 jaar  | 159          | 11           | 159           | 11            | 2026         | 6e              |
| Aanvallers    |                                                 |                   |          |              |              |               |               |              |                 |
| 7             | Vlag van Spanje                                 | Rober González    | 23 jaar  | 55           | 12           | 239           | 57            | 2027         | 2e              |
| 9             | Vlag van Japan                                  | Kento Shiogai     | 19 jaar  | 28           | 5            | 35            | 6             | 2028         | 1e              |
| 10            | Vlag van Nederland · Vlag van Curaçao           | Sontje Hansen     | 22 jaar  | 72           | 13           | 158           | 26            | 2027         | 2e              |
| 11            | Vlag van Turkije · Vlag van Nederland           | Başar Önal        | 20 jaar  | 36           | 1            | 118           | 20            | 2028         | 1e              |
| 18            | Vlag van Japan                                  | Koki Ogawa        | 26 jaar  | 63           | 24           | 238           | 84            | 2027         | 2e              |
| 25            | Vlag van Nederland · Vlag van Marokko           | Sami Ouaissa      | 19 jaar  | 36           | 7            | 90            | 13            | 2028         | 1e              |
| 30            | Vlag van Nederland                              | Bryan Linssen     | 34 jaar  | 16           | 4            | 540           | 155           | 2026         | 1e              |

### Legenda
| # | Reden                                          |
| - | ---------------------------------------------- |
|   | Heeft de club in het lopende seizoen verlaten. |
|   | Heeft de club op huurbasis verlaten.           |

## Transfers

### Aangetrokken
| Nat.                 | Nr. | Naam              | Van                 | Type                      | Tot  | Transfersom | Periode     |
| -------------------- | --- | ----------------- | ------------------- | ------------------------- | ---- | ----------- | ----------- |
| Vlag van Japan       | 18  | Koki Ogawa        | Yokohama FC         | Transfer, werd al gehuurd | 2027 | n.n.b.      | Zomer       |
| Vlag van Frankrijk   | 2   | Brayann Pereira   | AJ Auxerre          | Transfer, werd al gehuurd | 2027 | n.n.b.      | Zomer       |
| Vlag van Nederland   | 25  | Sami Ouaissa      | Roda JC Kerkrade    | Transfer, werd verhuurd   | 2028 | €1.000.000  | Zomer       |
| Vlag van Nederland   | 1   | Stijn van Gassel  | Excelsior Rotterdam | Transfervrij              | 2026 | n.v.t.      | Zomer       |
| Vlag van Spanje      | 7   | Rober González    | Real Betis Sevilla  | Transfer, werd al gehuurd | 2027 | €1.200.000  | Zomer       |
| Vlag van Turkije     | 11  | Başar Önal        | De Graafschap       | Transfer                  | 2028 | €1.000.000  | Zomer       |
| Vlag van Spanje      | 4   | Iván Márquez      | 1. FC Nürnberg      | Huur                      | 2025 | n.v.t.      | Zomer       |
| Vlag van Griekenland | 8   | Argyris Darelas   | PAOK Saloniki       | Transfer                  | 2026 | n.n.b.      | Zomer       |
| Vlag van Nederland   | 5   | Thomas Ouwejan    | Schalke 04          | Transfervrij              | 2027 | n.v.t.      | Zomer       |
| Vlag van Japan       | 9   | Kento Shiogai     | Keio University     | Transfer                  | 2028 | n.n.b.      | Zomer       |
| Vlag van Griekenland | 17  | Lefteris Lyratzis | PAOK Saloniki       | Huur                      | 2025 | n.v.t.      | Zomer       |
| Vlag van Nederland   | 32  | Vito van Crooij   | Al-Wahda Club       | Transfervrij              | 2027 | n.v.t.      | Tussentijds |
| Vlag van Noorwegen   | 14  | Lars Olden Larsen | BK Häcken           | Werd verhuurd             | 2027 | n.v.t.      | Winter      |
| Vlag van Nederland   | 30  | Bryan Linssen     | Urawa Red Diamonds  | Transfervrij              | 2026 | n.v.t.      | Winter      |

### Vertrokken
| Nat.                | Nr. | Naam                   | Wedst | Goals | Naar                | Type                       | Som      | Periode |
| ------------------- | --- | ---------------------- | ----- | ----- | ------------------- | -------------------------- | -------- | ------- |
| Vlag van Nederland  | 1   | Jasper Cillessen       | 100   | 0     | UD Las Palmas       | Transfer                   | €500.000 | Zomer   |
| Vlag van Denemarken | 4   | Mathias Ross           | 25    | 2     | Galatasaray         | Einde huur                 | n.v.t.   | Zomer   |
| Vlag van Nederland  | 5   | Youri Baas             | 30    | 3     | AFC Ajax            | Einde huur                 | n.v.t.   | Zomer   |
| Vlag van Nederland  | 9   | Tjaronn Chery          | 18    | 6     | Maccabi Haifa       | Einde huur                 | n.v.t.   | Zomer   |
| Vlag van Portugal   | 9   | Pedro Marques          | 36    | 8     | Apollon Limassol    | Transfer, was al verhuurd  | €300.000 | Zomer   |
| Vlag van Nederland  | 12  | Bas Dost               | 8     | 3     | Nog niet bekend     | Transfervrij               | n.v.t.   | Zomer   |
| Vlag van Nederland  | 14  | Lars Olden Larsen      | 24    | 1     | BK Häcken           | Verhuurd                   | n.v.t.   | Zomer   |
| Vlag van Nederland  | 19  | Sylla Sow              | 19    | 2     | Al Najma            | Transfervrij               | n.v.t.   | Zomer   |
| Vlag van Luxemburg  | 27  | Yvandro Borges Sanches | 11    | 0     | Borussia M'gladbach | Einde huur                 | n.v.t.   | Zomer   |
| Vlag van Nederland  | 28  | Bart van Rooij         | 170   | 7     | FC Twente           | Transfer                   | €900.000 | Zomer   |
| Vlag van Nederland  | 32  | Nils Rossen            | 4     | 0     | Telstar             | Transfervrij               | n.v.t.   | Zomer   |
| Vlag van Turkije    | 33  | Selim Can Sönmez       | 1     | 0     | Iğdır FK            | Transfervrij, was verhuurd | n.v.t.   | Zomer   |
| Vlag van Spanje     | 7   | Rober González         | 55    | 12    | Racing Santander    | Huur                       | n.v.t.   | Winter  |

## Technische staf
| Naam              | Functie                   |
| ----------------- | ------------------------- |
| Rogier Meijer     | Hoofdtrainer              |
| Ron de Groot      | Assistent-trainer         |
| Stefan Maletić    | Assistent-trainer         |
| Mark Otten        | Assistent-trainer         |
| Marco van Duin    | Keeperstrainer            |
| Muslu Nalbantoğlu | Teammanager               |
| Jeroen Mooren     | Clubarts                  |
| Han Tijshen       | Hoofd medische zaken      |
| Robin Huntjens    | Manager Data en Innovatie |
| Cris Soler        | Performance manager       |
| Martijn Hoekstra  | Fysiek trainer            |
| Reinier Looij     | Fysiotherapeut            |
| Wouter van Ewijk  | Fysiotherapeut            |
| Tjeerd Miltenburg | Sportmasseur              |
| Niek Hoogveld     | Voedingsdeskundige        |
| Dave Kelders      | Materiaalman              |

## Oefenwedstrijden
| Datum           | Tijdstip | Thuis          | Uitslag | Uit           | Doelpuntenmakers                                                                                   | Bijzonderheden                                                                                            | Locatie                         | Opstelling N.E.C. |
| --------------- | -------- | -------------- | ------- | ------------- | -------------------------------------------------------------------------------------------------- | --- | ------------------------------- | --- |
| 6 juli 2024     | 14:00    | Schouws Elftal | 0 – 5   | N.E.C.        | 30' Nieuwenhuijs 0-1 49' Olden Larsen 0-2 55' Olden Larsen 0-3 70' Hoedemakers 0-4 76' Ouaissa 0-5 | Nieuwenhuijs, Ouaissa en Önal maakten hun debuut, jeugdspelers Maas, Reinders, Jamil en De Wit deden mee. | Sportpark Volharding, Bruinisse | Janse; Van Rooij (46′ Pereira), Maas, Nuytinck (46′ Schöne), Reijnders; Proper (62′ Jamil), De Wit, Jamil (31′ Hoedemakers); Nieuwenhuijs (31′ Ouaissa), González (62′ Nieuwenhuijs), Olden Larsen (62′ Önal).                                                                    |
| 13 juli 2024    | 16:00    | N.E.C.         | 1 – 2   | Standard Luik | 12′ Bolingoli 0-1 24′ Olden Larsen 1-1 72′ Gboua 1-2                                               | Van Gassel maakte zijn debuut, jeugdspelers Maas, De Wit, Reinders en Jamil deden mee.                    | Sportpark Kerkebos, Swolgen     | Van Gassel; Van Rooij (46' Pereira, 76' De Wit), Maas (46' Arts), Nuytinck (46' Verdonk), De Wit (46' Reinders); Schöne (46' Proper), Sano (46' Ogawa), Hoedemakers (46' Jamil); Ouaissa (46' Nieuwenhuis), Gonzalez (66' Ouaissa), Olden Larsen (46' Önal).                      |
| 20 juli 2024    | 16:00    | N.E.C.         | 0 – 1   | Hertha BSC    | 16′ Tabakovic 0-1                                                                                  | Marquez maakte zijn rentree, jeugdspelers Maas, De Wit, Reinders en Jamil deden mee.                      | Sportcentrum Schwaz, Schwaz     | Roefs (91' Janse); Van Rooij (60' Pereira), Marquez (60' Maas, 105' Verdonk), Nuytinck (60' Arts), Verdonk (60' Reinders); Hoedemakers (60' Schöne), Sano (60' Jamil), Proper (36' De Wit, 105' Sano); Gonzalez (60' Nieuwenhuijs), Ogawa (26' Ouaissa), Önal (60' Olden Larsen). |
| 27 juli 2024    | 15:30    | N.E.C.         | 0 – 2   | Olympiakos    | 30' Martins 0-1 35' Masouras 0-2                                                                   | Jeugdspeler De Wit deed mee                                                                               | Sportpark Driel, Driel          | Van Gassel; Van Rooij (63′ Pereira), Marquez, Nuytinck, Verdonk; Hoedemakers (73′ Nieuwenhuijs), Sano, Proper (63′ Schöne); Ouaissa (63′ De Wit), González, Önal (63′ Olden Larsen).                                                                                              |
| 30 juli 2024    | 14:00    | N.E.C.         | 4 – 1   | Team VVCS     | 1′ Proper 1-0 14′ Proper 2-0 59′ Schöne 3-0 65′ Ghiani 4-0 68′ El Ghamarti 4-1                     | Jeugdspelers Maas, Reijnders, Ghiani, Vergeldt, De Wit en Jamil deden mee.                                | De Eendracht, Nijmegen          | Janse; Pereira, Maas, Arts, Reinders; Schöne, Ouaissa (46′ Önal), Proper (46′ Ghiani (66′ Vergeldt); Nieuwenhuijs (78′ Ghiani), De Wit, Olden Larsen (33′ Jamil) |
| 2 augustus 2024 | 19:00    | N.E.C.         | 1 – 1   | Le Havre      | 34' Ngoura 0-1 57' Ouaissa 1-1                                                                     | Jeugdspeler De Wit deed mee.                                                                              | Goffertstadion, Nijmegen        | Roefs; Van Rooij (70′ Pereira), Márquez, Nuytinck, Verdonk; Hoedemakers, González, Proper; Önal (75′ De Wit), Ouaissa, Sano. |

## Eredivisie
|                                                                                           | |               | | |
| Speelronde 1 10 augustus 2024, 18:45 uur                                                  | N.E.C. | 1 - 2 (1 - 1) | FC Twente | : Bram Nuytinck |
| Goffertstadion, Nijmegen Toeschouwers: 12.540 Scheidsrechter: Allard Lindhout             | Kodai Sano 28' |               | '8 Sam Lammers '54 Alec Van Hoorenbeeck                                                                                             | Basisopstelling NEC: Robin Roefs; Bart van Rooij, Iván Márquez, Bram Nuytinck 84' ( Lasse Schöne), Calvin Verdonk; Dirk Proper, Rober González 83' ( Sontje Hansen), Mees Hoedemakers 84' ( Argyris Darelas); Başar Önal 72' ( Lars Olden Larsen), Sami Ouaissa, Kodai Sano. Reservebank: Stijn van Gassel, Rijk Janse, Brayann Pereira, D'Leanu Arts, Kas de Wit, Luc Nieuwenhuijs.                                             |
| Afwezig: Philippe Sandler , Koki Ogawa .                                                  | |               | | |
|                                                                                           | |               | | |
| Speelronde 2 17 augustus 2024, 20:00 uur                                                  | AZ | 1 - 0 (1 - 0) | N.E.C. | : Bram Nuytinck |
| AFAS Stadion, Alkmaar Toeschouwers: 17.683 Scheidsrechter: Edwin van de Graaf             | Sven Mijnans 16' David Møller Wolfe 22' Riechedly Bazoer 90+8'                                                                    |               | '15 Mees Hoedemakers '90+4 Iván Márquez                                                                                             | Basisopstelling NEC: Robin Roefs; Bart van Rooij 88' ( Brayann Pereira), Iván Márquez, Bram Nuytinck, Calvin Verdonk; Dirk Proper, Rober González 77' ( Sontje Hansen), Mees Hoedemakers 85' ( Thomas Ouwejan); Başar Önal 84' ( Lasse Schöne), Sami Ouaissa 66' ( Koki Ogawa), Kodai Sano. Reservebank: Stijn van Gassel, Rijk Janse, Argyris Darelas, Kas de Wit.                                                              |
| Afwezig: Philippe Sandler, Lars Olden Larsen                                              | |               | | |
|                                                                                           | |               | | |
| Speelronde 3 24 augustus 2024, 18:45 uur                                                  | N.E.C. | 1 - 0 (0 - 0) | PEC Zwolle | : Bram Nuytinck |
| Goffertstadion, Nijmegen Toeschouwers: 12.540 Scheidsrechter: Sander van der Eijk         | Brayann Pereira 55' Rober González 87'                                                                                            |               | '36 Nick Fichtinger '45+1 Anouar El Azzouzi '46 Thierry Lutonda '64 Thierry Lutonda                                                 | Basisopstelling NEC: Robin Roefs; Brayann Pereira 66' ( Thomas Ouwejan), Iván Márquez, Bram Nuytinck, Calvin Verdonk; Dirk Proper, Kodai Sano, Mees Hoedemakers 59' ( Sontje Hansen); Rober González, Koki Ogawa, Başar Önal 81' ( Argyris Darelas). Reservebank: Stijn van Gassel, Rijk Janse, D'Leanu Arts, Lasse Schöne, Kas de Wit.                                                                                          |
| Afwezig: Philippe Sandler, Lars Olden Larsen, Sami Ouaissa                                | |               | | |
|                                                                                           | |               | | |
| Speelronde 4 31 augustus 2024, 18:45 uur                                                  | Fortuna Sittard | 0 - 3 (0 - 2) | N.E.C. | : Bram Nuytinck |
| Fortuna Sittard Stadion, Sittard Toeschouwers: 10.564 Scheidsrechter: Jeroen Manschot     | Makan Aïko 69' |               | '35 Koki Ogawa '40 Rober González '88 Sami Ouaissa                                                                                  | Basisopstelling NEC: Robin Roefs; Brayann Pereira, Iván Márquez, Bram Nuytinck, Calvin Verdonk; Dirk Proper, Rober González 78' ( Lasse Schöne), Kodai Sano 90+1' ( Argyris Darelas); Başar Önal 78' ( Sontje Hansen), Koki Ogawa 78' ( Sami Ouaissa), Thomas Ouwejan 63' ( Mees Hoedemakers). Reservebank: Stijn van Gassel, Rijk Janse, D'Leanu Arts, Kas de Wit.                                                              |
| Afwezig: Philippe Sandler , Kento Shiogai (niet speelgerechtigd)                          | |               | | |
|                                                                                           | |               | | |
| Speelronde 5 14 september 2024, 21:00 uur                                                 | PSV | 2 - 0 (2 - 0) | N.E.C. | : Bram Nuytinck |
| Philips Stadion, Eindhoven Toeschouwers: 29.500 Scheidsrechter: Dennis Higler             | Luuk de Jong 11' Guus Til 16' |               | '9 Kodai Sano '75 Dirk Proper | Basisopstelling NEC: Stijn van Gassel; Brayann Pereira, Philippe Sandler 60' ( Iván Márquez), Bram Nuytinck, Calvin Verdonk; Dirk Proper, Rober González 60' ( Sami Ouaissa), Kodai Sano; Başar Önal 60' ( Sontje Hansen), Koki Ogawa 13' ( Mees Hoedemakers), Thomas Ouwejan 76' ( Lefteris Lyratzis). Reservebank: Rijk Janse, Argyris Darelas, Lasse Schöne, Kento Shiogai.                                                   |
| Afwezig: Robin Roefs                                                                      | |               | | |
|                                                                                           | |               | | |
| Speelronde 6 21 september 2024, 21:00 uur                                                 | N.E.C. | 1 - 2 (1 - 2) | Heracles Almelo | : Bram Nuytinck |
| Goffertstadion, Nijmegen Toeschouwers: 12.540 Scheidsrechter: Jochem Kamphuis             | Bram Nuytinck 25' Koki Ogawa 45' Iván Márquez 59' Dirk Proper 90+2'                                                               |               | '3 Mario Engels '12 Ivan Mesík '13 Luka Kulenović '34 Ruben Roosken '61 Daniël van Kaam '84 Mario Engels                            | Basisopstelling NEC: Stijn van Gassel; Brayann Pereira, Iván Márquez, Bram Nuytinck 46' ( Thomas Ouwejan), Calvin Verdonk; Dirk Proper, Rober González 46' ( Sami Ouaissa), Mees Hoedemakers 78' ( Lasse Schöne); Sontje Hansen 68' ( Kento Shiogai), Koki Ogawa, Başar Önal. Reservebank: Rijk Janse, Lefteris Lyratzis, Kas de Wit, Argyris Darelas.                                                                           |
| Afwezig: Philippe Sandler , Robin Roefs , Kodai Sano (schorsing).                         | |               | | |
|                                                                                           | |               | | |
| Speelronde 7 28 september 2024, 18:45 uur                                                 | N.E.C. | 1 - 1 (1 - 0) | Feyenoord | : Bram Nuytinck |
| Goffertstadion, Nijmegen Toeschouwers: 12.540 Scheidsrechter: Bas Nijhuis                 | Sontje Hansen 34' Başar Önal 90+6'                                                                                                |               | '27 Thomas Beelen '88 Jordan Lotomba                                                                                                | Basisopstelling NEC: Robin Roefs; Brayann Pereira 90+3' ( Lefteris Lyratzis), Iván Márquez, Bram Nuytinck, Calvin Verdonk; Dirk Proper 46' ( Lasse Schöne), Rober González 71' ( Başar Önal), Mees Hoedemakers; Sontje Hansen 58' ( Sami Ouaissa), Koki Ogawa, Thomas Ouwejan. Reservebank: Stijn van Gassel, Argyris Darelas, Kento Shiogai.                                                                                    |
| Afwezig: Philippe Sandler , Kodai Sano .                                                  | |               | | |
|                                                                                           | |               | | |
| Speelronde 8 5 oktober 2024, 20:00 uur                                                    | NAC Breda | 1 - 0 (0 - 0) | N.E.C. | : Lasse Schöne |
| Rat Verlegh Stadion, Breda Toeschouwers: 18.523 Scheidsrechter: Ingmar Oostrom            | Leo Greiml 67' Sana Fernandes 69' Jan Van den Bergh 73' Dominik Janosek 81'                                                       |               | '45 Calvin Verdonk | Basisopstelling NEC: Robin Roefs; Brayann Pereira, Iván Márquez 75' ( Kento Shiogai), Bram Nuytinck, Calvin Verdonk; Lasse Schöne 62' ( Kodai Sano), Rober González 75' ( Vito van Crooij), Mees Hoedemakers; Sontje Hansen 62' ( Sami Ouaissa), Koki Ogawa 62' ( Başar Önal), Thomas Ouwejan. Reservebank: Stijn van Gassel, Rijk Janse, Lefteris Lyratzis, Argyris Darelas, Kas de Wit.                                        |
| Afwezig: Philippe Sandler , Dirk Proper .                                                 | |               | | |
|                                                                                           | |               | | |
| Speelronde 9 19 oktober 2024, 20:00 uur                                                   | N.E.C. | 3 - 0 (1 - 0) | Sc Heerenveen | : Bram Nuytinck |
| Goffertstadion, Nijmegen Toeschouwers: 12.540 Scheidsrechter: Marc Nagtegaal              | Vito van Crooij 3' Bram Nuytinck 53' Vito van Crooij 65'                                                                          |               | '46 Dimitris Rallis '78 Luuk Brouwers '84 Amara Condé                                                                               | Basisopstelling NEC: Robin Roefs; Brayann Pereira, Iván Márquez, Bram Nuytinck, Thomas Ouwejan; Kodai Sano 84' ( Lasse Schöne), Sami Ouaissa 73' ( Calvin Verdonk), Mees Hoedemakers; Vito van Crooij 73' ( Rober González), Koki Ogawa 84' ( Kento Shiogai), Başar Önal, 63' ( Sontje Hansen). Reservebank: Stijn van Gassel, Rijk Janse, Lefteris Lyratzis, Argyris Darelas.                                                   |
| Afwezig: Philippe Sandler , Dirk Proper .                                                 | |               | | |
|                                                                                           | |               | | |
| Speelronde 10 25 oktober 2024, 20:00 uur                                                  | Almere City | 1 - 0 (0 - 0) | N.E.C. | : Bram Nuytinck |
| Yanmar Stadion, Almere Toeschouwers: 3.521 Scheidsrechter: Alex Bos                       | Thom Haye 45' Thomas Ouwejan 79'                                                                                                  |               | '40 Brayann Pereira | Basisopstelling NEC: Robin Roefs; Brayann Pereira 46' ( Calvin Verdonk), Iván Márquez, Bram Nuytinck, Thomas Ouwejan; Kodai Sano 83' ( Kento Shiogai), Sami Ouaissa 58' ( Rober González), Mees Hoedemakers; Vito van Crooij 82' ( Lasse Schöne), Koki Ogawa, Başar Önal, 58' ( Sontje Hansen). Reservebank: Stijn van Gassel, Rijk Janse, Lefteris Lyratzis, Argyris Darelas.                                                   |
| Afwezig: Philippe Sandler , Dirk Proper .                                                 | |               | | |
|                                                                                           | |               | | |
| Speelronde 11 3 november 2024, 14:30 uur                                                  | N.E.C. | 6 - 0 (3 - 0) | FC Groningen | : Philippe Sandler |
| Goffertstadion, Nijmegen Toeschouwers: 12.540 Scheidsrechter: Martijn Vos                 | Koki Ogawa 6' Koki Ogawa 26' Sontje Hansen 32' Vito van Crooij 52' Calvin Verdonk 69' Sami Ouaissa 74' Thomas Ouwejan 86'         |               | '5 Marvin Peersman '36 Jorg Schreuders '43 Luciano Valente                                                                          | Basisopstelling NEC: Robin Roefs; Brayann Pereira, Iván Márquez, Philippe Sandler 46' ( Thomas Ouwejan), Calvin Verdonk; Kodai Sano, Rober González 79' ( Argyris Darelas), Mees Hoedemakers; Vito van Crooij 66' ( Sami Ouaissa), Koki Ogawa 79' ( Kento Shiogai), Sontje Hansen, 61' ( Başar Önal). Reservebank: Stijn van Gassel, Rijk Janse, Lefteris Lyratzis, Lasse Schöne                                                 |
| Afwezig: Dirk Proper , Bram Nuytinck (ziek).                                              | |               | | |
|                                                                                           | |               | | |
| Speelronde 12 9 november 2024, 21:00 uur                                                  | RKC Waalwijk | 0 - 3 (0 - 0) | N.E.C. | : Philippe Sandler |
| Mandemakers Stadion, Waalwijk Toeschouwers: 6.911 Scheidsrechter: Erwin Blank             | Daouda Weidmann 45+1' Daouda Weidmann 45+2'                                                                                       |               | '45+1 Vito van Crooij '68 Koki Ogawa '74 Sami Ouaissa '90 Iván Márquez                                                              | Basisopstelling NEC: Robin Roefs; Brayann Pereira 78' ( Lefteris Lyratzis), Iván Márquez, Philippe Sandler 61' ( Bram Nuytinck), Calvin Verdonk; Kodai Sano, Rober González 69' ( Sami Ouaissa), Mees Hoedemakers; Vito van Crooij, Koki Ogawa 78' ( Kento Shiogai), Sontje Hansen, 69' ( Başar Önal). Reservebank: Stijn van Gassel, Rijk Janse, Argyris Darelas, Lasse Schöne                                                  |
| Afwezig: Dirk Proper .                                                                    | |               | | |
|                                                                                           | |               | | |
| Speelronde 13 24 november 2024, 12:15 uur                                                 | N.E.C. | 1 - 2 (0 - 1) | FC Utrecht | : Bram Nuytinck |
| Goffertstadion, Nijmegen Toeschouwers: 12.540 Scheidsrechter: Bas Nijhuis                 | Sontje Hansen 48' |               | '35 Yoann Cathline '62 Victor Jensen                                                                                                | Basisopstelling NEC: Robin Roefs; Brayann Pereira 70' ( Lefteris Lyratzis), Iván Márquez 86' ( Kento Shiogai), Bram Nuytinck, Calvin Verdonk; Kodai Sano, Rober González 70' ( Sami Ouaissa), Mees Hoedemakers 63' ( Dirk Proper); Vito van Crooij 70' ( Başar Önal), Koki Ogawa, Sontje Hansen. Reservebank: Stijn van Gassel, Rijk Janse, Thomas Ouwejan, Lasse Schöne, Argyris Darelas.                                       |
| Afwezig: Philippe Sandler (ziek).                                                         | |               | | |
|                                                                                           | |               | | |
| Speelronde 14 1 december 2024, 16:45 uur                                                  | N.E.C. | 1 - 2 (1 - 1) | Ajax | : |
| Goffertstadion, Nijmegen Toeschouwers: 12.650 Scheidsrechter: Joey Kooij                  | Sontje Hansen 13' Kodai Sano 90+2'                                                                                                |               | '15 Wout Weghorst '31 Devyne Rensch '48 Wout Weghorst '51 Wout Weghorst '69 Anton Gaaei '74 Jorrel Hato '90 Ahmetcan Kaplan         | Basisopstelling NEC: Robin Roefs; Brayann Pereira, Philippe Sandler 59' ( Thomas Ouwejan), Bram Nuytinck, Calvin Verdonk; Kodai Sano, Sami Ouaissa 86' ( Vito van Crooij), Dirk Proper 86' ( Iván Márquez); Sontje Hansen 86' ( Kento Shiogai), Koki Ogawa, Başar Önal 68' ( Rober González). Reservebank: Stijn van Gassel, Rijk Janse, Lefteris Lyratzis, Lasse Schöne, Argyris Darelas.                                       |
| Afwezig: Mees Hoedemakers (ziek).                                                         | |               | | |
|                                                                                           | |               | | |
| Speelronde 15 december 2024, uur                                                          | Go Ahead Eagles | 5 - 0 (4 - 0) | N.E.C. | : Bram Nuytinck |
| De Adelaarshorst, Deventer Toeschouwers: 9.997 Scheidsrechter: Alex Bos                   | Oliver Edvardsen 5' Oliver Edvardsen 6' Enric Llansana 10' Oliver Edvardsen 25' Dean James 49' Dean James 58' Oliver Antman 90+1' |               | '30 Calvin Verdonk '52 Sontje Hansen                                                                                                | Basisopstelling NEC: Robin Roefs; Brayann Pereira 34' ( Lefteris Lyratzis), Philippe Sandler 80' ( Iván Márquez), Bram Nuytinck 34' ( Thomas Ouwejan), Calvin Verdonk; Kodai Sano, Sami Ouaissa, Dirk Proper 86' ( Iván Márquez); Sontje Hansen, Koki Ogawa 55' ( Mees Hoedemakers), Vito van Crooij 55' ( Başar Önal). Reservebank: Stijn van Gassel, Rijk Janse, Lasse Schöne, Argyris Darelas, Rober González, Kento Shiogai. |
| Afwezig:                                                                                  | |               | | |
|                                                                                           | |               | | |
| Speelronde 16 december 2024, uur                                                          | N.E.C. | 1 - 1 (0 - 0) | Sparta Rotterdam | : Dirk Proper |
| Goffertstadion, Nijmegen Toeschouwers: 12.650 Scheidsrechter: Martin van den Kerkhof      | Iván Márquez 90' |               | '3 Arno Verschueren '45+2 Mike Eerdhuijzen '84 Camiel Neghli                                                                        | Basisopstelling NEC: Robin Roefs; Brayann Pereira 67' ( Thomas Ouwejan), Philippe Sandler 82' ( Lefteris Lyratzis), Iván Márquez, Calvin Verdonk; Kodai Sano, Sami Ouaissa 67' ( Rober González), Dirk Proper; Sontje Hansen, Koki Ogawa 67' ( Kento Shiogai), Başar Önal 59' ( Vito van Crooij). Reservebank: Stijn van Gassel, Rijk Janse, Bram Nuytinck, Lasse Schöne, Argyris Darelas, Mees Hoedemakers.                     |
| Afwezig:                                                                                  | |               | | |
|                                                                                           | |               | | |
| Speelronde 17 december 2024, uur                                                          | Willem II | 4 - 1 (2 - 1) | N.E.C. | : Dirk Proper |
| Koning Willem II Stadion, Tilburg Toeschouwers: 12.575 Scheidsrechter: Richard Martens    | Iván Márquez 20' Jeremy Bokila 33' Ringo Meerveld 63' Boris Lambert 86'                                                           |               | '24 Koki Ogawa '58 Iván Márquez '61 Koki Ogawa                                                                                      | Basisopstelling NEC: Robin Roefs; Lefteris Lyratzis 80' ( Kento Shiogai), Iván Márquez, Calvin Verdonk, Thomas Ouwejan; Kodai Sano 64' ( Sami Ouaissa), Rober González 64' ( Lasse Schöne), Dirk Proper; Vito van Crooij, Koki Ogawa, Başar Önal 87' ( Brayann Pereira). Reservebank: Stijn van Gassel, Rijk Janse, Kas de Wit, Argyris Darelas, Mees Hoedemakers.                                                               |
| Afwezig: Philippe Sandler, Bram Nuytinck, Sontje Hansen .                                 | |               | | |
|                                                                                           | |               | | |
| Speelronde 18 11 januari 2025, 20:00 uur                                                  | PEC Zwolle | 0 - 1 (0 - 1) | N.E.C. | : Dirk Proper |
| MAC³PARK stadion, Zwolle Toeschouwers: 13.701 Scheidsrechter: Dennis Higler               | Thierry Lutonda 68' |               | '23 Koki Ogawa '90+2 Rober González                                                                                                 | Basisopstelling NEC: Robin Roefs; Brayann Pereira, Iván Márquez, Philippe Sandler 77' ( Bram Nuytinck), Calvin Verdonk; Dirk Proper, Vito van Crooij 88' ( Lasse Schöne), Mees Hoedemakers 88' ( Thomas Ouwejan); Sami Ouaissa 55' ( Rober González), Koki Ogawa 76' ( Bryan Linssen), Kodai Sano. Reservebank: Stijn van Gassel, Rijk Janse, Lefteris Lyratzis, Argyris Darelas, Lars Olden Larsen, Kento Shiogai, Başar Önal.  |
| Afwezig: Sontje Hansen (ziek).                                                            | |               | | |
|                                                                                           | |               | | |
| Speelronde 19 19 januari 2025, 16:45 uur                                                  | N.E.C. | 4 - 1 (1 - 1) | Fortuna Sittard | : Dirk Proper |
| Goffertstadion, Nijmegen Toeschouwers: 12.650 Scheidsrechter: Marc Nagtegaal              | Sami Ouaissa 34' Vito van Crooij 69' Calvin Verdonk 79' Thomas Ouwejan 82'                                                        |               | '33 Loreintz Rosier '39 Loreintz Rosier '43 Ryan Fosso '45 Darijo Grujcic '70 Alessio Da Cruz '71 Luuk Koopmans                     | Basisopstelling NEC: Robin Roefs; Brayann Pereira, Iván Márquez, Philippe Sandler 86' ( Bram Nuytinck), Calvin Verdonk; Dirk Proper, Vito van Crooij 77' ( Başar Önal), Mees Hoedemakers 62' ( Bryan Linssen); Sami Ouaissa 77' ( Thomas Ouwejan), Koki Ogawa 86' ( Kento Shiogai), Kodai Sano. Reservebank: Stijn van Gassel, Rijk Janse, Lefteris Lyratzis, Lasse Schöne, Argyris Darelas, Lars Olden Larsen, Rober González.  |
| Afwezig: Sontje Hansen (ziek)                                                             | |               | | |
|                                                                                           | |               | | |
| Speelronde 21 1 februari 2025, 21:00 uur                                                  | N.E.C. | 3 - 3 (0 - 0) | PSV | : Dirk Proper |
| Goffertstadion, Nijmegen Toeschouwers: 12.650 Scheidsrechter: Serdar Gözübüyük            | Vito van Crooij 57' Sami Ouaissa 66' Kento Shiogai 90' Bryan Linssen 90+5'                                                        |               | '52 Luuk de Jong '64 Luuk de Jong '73 Ismael Saibari '76 Johan Bakayoko                                                             | Basisopstelling NEC: Robin Roefs; Brayann Pereira, Iván Márquez, Philippe Sandler, Calvin Verdonk; Dirk Proper, Vito van Crooij, Mees Hoedemakers 90+1' ( Bram Nuytinck); Sami Ouaissa 84' ( Kento Shiogai), Koki Ogawa 65' ( Bryan Linssen), Sontje Hansen 65' ( Başar Önal). Reservebank: Stijn van Gassel, Rijk Janse, Lefteris Lyratzis, Lasse Schöne, Argyris Darelas, Lars Olden Larsen, Yousri Sbai.                      |
| Afwezig: Kodai Sano, Thomas Ouwejan                                                       | |               | | |
|                                                                                           | |               | | |
| Speelronde 22 8 februari 2025, 20:00 uur                                                  | FC Groningen | 2 - 1 (2 - 0) | N.E.C. | : Dirk Proper |
| Euroborg, Groningen Toeschouwers: 22.116 Scheidsrechter: Martin van den Kerkhof           | Wouter Prins 2' Thom van Bergen 31' Tika de Jonge 53' Thijmen Blokzijl 58'                                                        |               | '66 Vito van Crooij | Basisopstelling NEC: Robin Roefs; Brayann Pereira 84' ( Lasse Schöne), Iván Márquez 84' ( Kento Shiogai), Philippe Sandler, Calvin Verdonk; Dirk Proper, Vito van Crooij, Mees Hoedemakers 72' ( Başar Önal); Sami Ouaissa, Koki Ogawa, Sontje Hansen. Reservebank: Stijn van Gassel, Rijk Janse, Lefteris Lyratzis, Bram Nuytinck, Argyris Darelas, Lars Olden Larsen, Bryan Linssen.                                           |
| Afwezig: Kodai Sano, Thomas Ouwejan .                                                     | |               | | |
|                                                                                           | |               | | |
| Speelronde 23 16 februari 2025, 12:15 uur                                                 | N.E.C. | 2 - 2 (1 - 1) | Almere City Dirk Proper | : |
| Goffertstadion, Nijmegen Toeschouwers: 12.650 Scheidsrechter: Edwin van de Graaf          | Sami Ouaissa 3' Sontje Hansen 27' Vito van Crooij 90+4'                                                                           |               | '38 J. Ritmeester van de Kamp '45 Ricardo Visus '75 Hamdi Akujobi '88 Álex Balboa '89 Junior Kadile                                 | Basisopstelling NEC: Robin Roefs; Brayann Pereira, Iván Márquez 76' ( Thomas Ouwejan), Philippe Sandler 61' ( Bram Nuytinck), Calvin Verdonk; Dirk Proper, Vito van Crooij, Mees Hoedemakers 76' ( Lasse Schöne); Sami Ouaissa 66' ( Başar Önal), Bryan Linssen 66' ( Kento Shiogai), Sontje Hansen. Reservebank: Stijn van Gassel, Rijk Janse, Lefteris Lyratzis, Argyris Darelas, Lars Olden Larsen.                           |
| Afwezig: Kodai Sano, Thomas Ouwejan, Koki Ogawa .                                         | |               | | |
|                                                                                           | |               | | |
| Speelronde 20 23 februari 2025,12:15 uur                                                  | FC Twente | 2 - 0 (1 - 0) | N.E.C. | : Bram Nuytinck |
| De Grolsch Veste, Enschede Toeschouwers: 30.000 Scheidsrechter: Danny Makkelie            | Bas Kuipers 19' Michal Sadílek 55' Bas Kuipers 80'                                                                                |               | '57 Calvin Verdonk '65 Bryan Linssen                                                                                                | Basisopstelling NEC: Robin Roefs; Brayann Pereira, Bram Nuytinck, Calvin Verdonk, Thomas Ouwejan 76' ( Lasse Schöne); Dirk Proper, Vito van Crooij, Mees Hoedemakers; Sami Ouaissa 69' ( Koki Ogawa), Bryan Linssen 84' ( Kento Shiogai), Sontje Hansen 84' ( Başar Önal). Reservebank: Stijn van Gassel, Rijk Janse, Lefteris Lyratzis, Argyris Darelas, Yousri Sbai, Lars Olden Larsen.                                        |
| Afwezig: Kodai Sano, Philippe Sandler, Iván Márquez .                                     | |               | | |
|                                                                                           | |               | | |
| Speelronde 24 1 maart 2025, 21:00 uur                                                     | Feyenoord | 0 - 0         | N.E.C. | : Bram Nuytinck |
| De Kuip, Rotterdam Toeschouwers: 47.500 Scheidsrechter: Rob Dieperink                     | Dávid Hancko 90+1' |               | '15 Bryan Linssen '18 Calvin Verdonk '67 Vito van Crooij '90+2 Bram Nuytinck                                                        | Basisopstelling NEC: Robin Roefs; Brayann Pereira, Bram Nuytinck, Calvin Verdonk, Thomas Ouwejan; Dirk Proper, Vito van Crooij 90' ( Lasse Schöne), Mees Hoedemakers; Sami Ouaissa 68' ( Lars Olden Larsen), Bryan Linssen 68' ( Koki Ogawa), Sontje Hansen 46' ( Başar Önal). Reservebank: Stijn van Gassel, Rijk Janse, Lefteris Lyratzis, Argyris Darelas, Yousri Sbai, Kento Shiogai.                                        |
| Afwezig: Kodai Sano, Philippe Sandler, Iván Márquez .                                     | |               | | |
|                                                                                           | |               | | |
| Speelronde 25 9 maart 2025, 14:30 uur                                                     | N.E.C. | 2 - 3 (0 - 1) | Go Ahead Eagles | : Lasse Schöne |
| Goffertstadion, Nijmegen Toeschouwers: 12.650 Scheidsrechter: Sander van der Eijk         | Lasse Schöne 50' Lasse Schöne 50' Brayann Pereira 69' Bram Nuytinck 74' Kento Shiogai 90+1'                                       |               | '41 Dean James '66 Milan Smit '74 Victor Edvardsen '75 Oliver Antman                                                                | Basisopstelling NEC: Robin Roefs; Brayann Pereira, Iván Márquez, Mees Hoedemakers 67' ( Başar Önal), Bram Nuytinck, Thomas Ouwejan; Dirk Proper; Lasse Schöne; Sami Ouaissa 60' ( Sontje Hansen), Bryan Linssen 67' ( Kento Shiogai), Vito van Crooij. Reservebank: Stijn van Gassel, Rijk Janse, Lefteris Lyratzis, Argyris Darelas, Yousri Sbai, Lars Olden Larsen.                                                            |
| Afwezig: Kodai Sano, Philippe Sandler, Koki Ogawa , Calvin Verdonk (schorsing).           | |               | | |
|                                                                                           | |               | | |
| Speelronde 26 15 maart 2025, 16:30 uur                                                    | FC Utrecht | 0 - 1 (0 - 0) | N.E.C. | : Bram Nuytinck |
| Stadion Galgenwaard, Utrecht Toeschouwers: 22.532 Scheidsrechter: Martin van den Kerkhof  | |               | '74 Thomas Ouwejan '82 Vito van Crooij '90 Calvin Verdonk '90+1 Başar Önal                                                          | Basisopstelling NEC: Robin Roefs; Lefteris Lyratzis, Philippe Sandler 61' ( Sami Ouaissa), Bram Nuytinck, Calvin Verdonk; Dirk Proper, Vito van Crooij, Lars Olden Larsen 75' ( Başar Önal); Sontje Hansen 75' ( Mees Hoedemakers), Bryan Linssen 75' ( Kento Shiogai), Thomas Ouwejan. Reservebank: Stijn van Gassel, Rijk Janse, Brayann Pereira, Argyris Darelas, Yousri Sbai, Koki Ogawa                                     |
| Afwezig: Kodai Sano, Iván Márquez , Lasse Schöne (schorsing).                             | |               | | |
|                                                                                           | |               | | |
| Speelronde 27 29 maart 2025, 21:00 uur                                                    | N.E.C. | 3 - 3 (1 - 2) | AZ | : Bram Nuytinck |
| Goffertstadion, Nijmegen Toeschouwers: 12.650 Scheidsrechter: Erwin Blank                 | Vito van Crooij 10' Bryan Linssen 43' Sontje Hansen 45' Kento Shiogai 63' Vito van Crooij 71' Kodai Sano 76'                      |               | '4 Ibrahim Sadiq '32 Ernest Poku '34 Kristijan Belić '43 Wouter Goes '46 Troy Parrott                                               | Basisopstelling NEC: Robin Roefs; Lefteris Lyratzis 83' ( Brayann Pereira), Philippe Sandler, Bram Nuytinck, Calvin Verdonk; Dirk Proper, Vito van Crooij, Lars Olden Larsen 58' ( Kodai Sano); Sontje Hansen 76' ( Sami Ouaissa), Bryan Linssen 58' ( Kento Shiogai), Thomas Ouwejan 84' ( Başar Önal). Reservebank: Stijn van Gassel, Rijk Janse, Mees Hoedemakers, Argyris Darelas, Yousri Sbai, Lasse Schöne.                |
| Afwezig: Koki Ogawa, Iván Márquez .                                                       | |               | | |
|                                                                                           | |               | | |
| Speelronde 28 6 april 2025, 14:30 uur                                                     | Sparta Rotterdam | 2 - 0 (1 - 0) | N.E.C. | : Bram Nuytinck |
| Het Kasteel, Rotterdam Toeschouwers: 10.007 Scheidsrechter: Robin Hensgens                | Robin Roefs 33' Nökkvi Thórisson 84'                                                                                              |               | '7 Vito van Crooij '70 Bram Nuytinck '74 Vito van Crooij '90+4 Calvin Verdonk                                                       | Basisopstelling NEC: Robin Roefs; Lefteris Lyratzis 64' ( Başar Önal), Philippe Sandler 81' ( Lars Olden Larsen), Bram Nuytinck, Calvin Verdonk; Dirk Proper 72' ( Mees Hoedemakers), Vito van Crooij, Kodai Sano 64' ( Sami Ouaissa); Sontje Hansen, Bryan Linssen 46' ( Kento Shiogai), Thomas Ouwejan. Reservebank: Stijn van Gassel, Rijk Janse, Brayann Pereira, Argyris Darelas, Yousri Sbai, Lasse Schöne.                |
| Afwezig: Koki Ogawa, Iván Márquez .                                                       | |               | | |
|                                                                                           | |               | | |
| Speelronde 29 11 april 2025, 20:00 uur                                                    | N.E.C. | 2 - 1 (0 - 0) | RKC Waalwijk | : Bram Nuytinck |
| Goffertstadion, Nijmegen Toeschouwers: 12.650 Scheidsrechter: Dennis Higler               | Kodai Sano 46' Sami Ouaissa 65' Philippe Sandler 85' Bryan Linssen 90+2'                                                          |               | '79 Michiel Kramer | Basisopstelling NEC: Robin Roefs; Lefteris Lyratzis 70' ( Mees Hoedemakers), Philippe Sandler, Bram Nuytinck 8' ( Başar Önal), Calvin Verdonk; Dirk Proper, Sami Ouaissa 70' ( Lars Olden Larsen), Kodai Sano; Sontje Hansen, Kento Shiogai 60' ( Bryan Linssen), Thomas Ouwejan 60' ( Brayann Pereira). Reservebank: Stijn van Gassel, Rijk Janse, Argyris Darelas, Yousri Sbai, Lasse Schöne.                                  |
| Afwezig: Koki Ogawa, Iván Márquez , Vito van Crooij (schorsing).                          | |               | | |
|                                                                                           | |               | | |
| Speelronde 30 27 april 2025, 14:30 uur                                                    | Sc Heerenveen | 1 - 0 (0 - 0) | N.E.C. | : Dirk Proper |
| Abe Lenstra Stadion, Heerenveen Toeschouwers: 24.639 Scheidsrechter: Jannick van der Laan | Ion Nicolaescu 53' Luuk Brouwers 84'                                                                                              |               | '73 Calvin Verdonk '76 Vito van Crooij '82 Dirk Proper '84 Başar Önal                                                               | Basisopstelling NEC: Robin Roefs; Lefteris Lyratzis 81' ( Brayann Pereira), Philippe Sandler 46' ( Iván Márquez), Calvin Verdonk, Thomas Ouwejan; Dirk Proper, Vito van Crooij, Kodai Sano 81' ( Argyris Darelas); Sami Ouaissa 60' ( Başar Önal), Kento Shiogai, Sontje Hansen 60' ( Koki Ogawa). Reservebank: Stijn van Gassel, Rijk Janse, Mees Hoedemakers, Yousri Sbai, Lasse Schöne, Lars Olden Larsen.                    |
| Afwezig: Bryan Linssen, Bram Nuytinck                                                     | |               | | |
|                                                                                           | |               | | |
| Speelronde 31 3 mei 2025, 16:30 uur                                                       | N.E.C. | 1 - 1 ( - )   | Willem II | : Dirk Proper |
| Goffertstadion, Nijmegen Toeschouwers: 12.650 Scheidsrechter: Danny Makkelie              | Kodai Sano 37' Kento Shiogai 83' Sami Ouaissa 84'                                                                                 |               | '1 Calvin Verdonk '84 Rob Nizet '90+3 Amine Lachkar                                                                                 | Basisopstelling NEC: Robin Roefs; Lefteris Lyratzis 85' ( Brayann Pereira), Iván Márquez, Calvin Verdonk, Thomas Ouwejan; Dirk Proper 41' ( Kento Shiogai), Vito van Crooij, Lars Olden Larsen 64' ( Başar Önal); Sontje Hansen 46' ( Sami Ouaissa), Koki Ogawa 46' ( Bryan Linssen), Kodai Sano. Reservebank: Stijn van Gassel, Rijk Janse, Argyris Darelas, Yousri Sbai, Lasse Schöne.                                         |
| Afwezig: Bryan Linssen, Philippe Sandler, Bram Nuytinck, Mees Hoedemakers.                | |               | | |
|                                                                                           | |               | | |
| Speelronde 32 11 mei 2025, 16:45 uur                                                      | Ajax | 0 - 3 (0 - 0) | N.E.C. | : Calvin Verdonk |
| Johan Cruijff ArenA, Amsterdam Toeschouwers: 54.535 Scheidsrechter: Serdar Gözübüyük      | Anton Gaaei 30' Kian Fitz-Jim 64' Steven Berghuis 90+3'                                                                           |               | '27 Iván Márquez '37 Vito van Crooij '27 Brayann Pereira '59 Sontje Hansen '67 Brayann Pereira '69 Calvin Verdonk '82 Sami Ouaissa. | Basisopstelling NEC: Robin Roefs; Brayann Pereira 80' ( Lefteris Lyratzis), Iván Márquez, Philippe Sandler 80' ( Yousri Sbai), Calvin Verdonk; Kodai Sano, Vito van Crooij, Sami Ouaissa; Sontje Hansen 87' ( Lasse Schöne), Bryan Linssen 80' ( Kento Shiogai), Thomas Ouwejan 59' ( Başar Önal). Reservebank: Stijn van Gassel, Rijk Janse, Argyris Darelas, Mees Hoedemakers, Lars Olden Larsen.                              |
| Afwezig: Bram Nuytinck, Koki Ogawa , Dirk Proper .                                        | |               | | |
|                                                                                           | |               | | |
| Speelronde 33 14 mei 2025, 20:00 uur                                                      | N.E.C. | 3 - 0 (1 - 0) | NAC Breda | : Calvin Verdonk |
| Goffertstadion, Nijmegen Toeschouwers: 12.650 Scheidsrechter: Erwin Blank                 | Brayann Pereira 31' Bryan Linssen 67' Bryan Linssen 70'                                                                           |               | | Basisopstelling NEC: Robin Roefs; Brayann Pereira, Iván Márquez, Philippe Sandler, Calvin Verdonk; Kodai Sano, Sami Ouaissa, Lars Olden Larsen 75' ( Lasse Schöne, 90+2' ( Yousri Sbai); Sontje Hansen 65' ( Başar Önal), Kento Shiogai 46' ( Bryan Linssen), Thomas Ouwejan 65' ( Mees Hoedemakers). Reservebank: Stijn van Gassel, Rijk Janse, Argyris Darelas, Lefteris Lyratzis.                                             |
| Afwezig: Bram Nuytinck, Koki Ogawa , Dirk Proper , Vito van Crooij (gele kaarten).        | |               | | |
|                                                                                           | |               | | |
| Speelronde 34 18 mei 2025, 14:30 uur                                                      | Heracles Almelo | 1 - 2 (0 - 0) | N.E.C. | : Calvin Verdonk |
| Erve Asito, Almelo Toeschouwers: 12.161 Scheidsrechter: Martin van den Kerkhof            | Sem Scheperman 47' |               | '55 Sontje Hansen '63 Başar Önal '78 Sami Ouaissa                                                                                   | Basisopstelling NEC: Robin Roefs; Brayann Pereira 81' ( Lefteris Lyratzis), Iván Márquez, Philippe Sandler, Calvin Verdonk; Kodai Sano, Vito van Crooij, Sami Ouaissa 89' ( Lars Olden Larsen); Sontje Hansen 61' ( Mees Hoedemakers), Bryan Linssen 81' ( Kento Shiogai), Thomas Ouwejan 61' ( Başar Önal). Reservebank: Stijn van Gassel, Rijk Janse, Argyris Darelas, Yousri Sbai, Lasse Schöne.                              |
| Afwezig: Bram Nuytinck, Koki Ogawa , Dirk Proper .                                        | |               | | |

## KNVB Beker
|                                                                              | |                           | | |
| Tweede ronde 29 oktober 2024, 18:45 uur                                      | N.E.C. | 4 - 3 n.v. (0 - 1, 2 - 2) | PEC Zwolle | : Bram Nuytinck |
| Goffertstadion, Nijmegen Toeschouwers: 12.540 Scheidsrechter: Robin Hensgens | Kodai Sano 54' Sontje Hansen 63' Brayann Pereira 72' Rober González 81' Koki Ogawa 89' Kento Shiogai 103' Koki Ogawa 106' Iván Márquez 117' |                           | '17 Jamiro Monteiro '57 Sherel Floranus '68 Dylan Vente '83 Anouar El Azzouzi '116 Thomas Buitink '117 Kaj de Rooij '117 Thomas Buitink | Basisopstelling NEC: Stijn van Gassel; Brayann Pereira 91' ( Lefteris Lyratzis), Iván Márquez, Bram Nuytinck, Thomas Ouwejan 58' ( Calvin Verdonk); Kodai Sano, Rober González 91' ( Lasse Schöne), Mees Hoedemakers 78' ( Kento Shiogai); Sontje Hansen 72' ( Sami Ouaissa), Koki Ogawa, Vito van Crooij 58' ( Başar Önal). Reservebank: Robin Roefs, Rijk Janse, Argyris Darelas. |
| Afwezig: Philippe Sandler , Koki Ogawa .                                     | |                           | | |
|                                                                              | |                           | | |
| Derde ronde 18 december 2024, 20:00 uur                                      | Heracles Almelo | 1 - 0 n.v                 | N.E.C. | : Calvin Verdonk |
| Goffertstadion, Nijmegen Toeschouwers: 7.575 Scheidsrechter: Allard Lindhout | Sem Scheperman 64' Ruben Roosken 84' Sem Scheperman 117' Diego van Oorschot 120'                                                            |                           | '47 Kodai Sano '55 Iván Márquez '61 Brayann Pereira '70 Vito van Crooij.                                                                | Basisopstelling NEC: Stijn van Gassel; Brayann Pereira 67' ( Philippe Sandler), Iván Márquez, Calvin Verdonk, Lefteris Lyratzis; Kodai Sano, Rober González 68' ( Sami Ouaissa), Mees Hoedemakers 67' ( Lasse Schöne); Vito van Crooij, Kento Shiogai 81' ( Koki Ogawa), Başar Önal 91' ( Sontje Hansen). Reservebank: Robin Roefs, Rijk Janse, Argyris Darelas, Kas de Wit.        |
| Afwezig: Bram Nuytinck, Thomas Ouwejan (ziek), Dirk Proper (rust).           | |                           | | |

## Play-offs om Europees voetbal
|                                                                                  |                                                                                            |                           |                                                                             | |
| Halve finale 22 mei 2025, 21:00 uur                                              | FC Twente                                                                                  | 3 - 2 n.v. (1 - 0, 2 - 2) | N.E.C.                                                                      | : Calvin Verdonk |
| Grolsch Veste, Enschede Toeschouwers: 27.000 Scheidsrechter: Sander van der Eijk | Michal Sadílek 16' Alec Van Hoorenbeeck 63' Sem Steijn 62' Younes Taha 92' Younes Taha 94' |                           | '47 Kodai Sano '47 Sontje Hansen '55 Vito van Crooij '120+2 Calvin Verdonk. | Basisopstelling NEC: Robin Roefs; Brayann Pereira 105' ( Lefteris Lyratzis), Iván Márquez, Philippe Sandler, Calvin Verdonk; Kodai Sano 105' ( Lars Olden Larsen), Sami Ouaissa, Vito van Crooij; Sontje Hansen 90' ( Mees Hoedemakers), Bryan Linssen 90' ( Kento Shiogai), Thomas Ouwejan 59' ( Başar Önal). Reservebank: Stijn van Gassel, Rijk Janse, Yousri Sbai, Argyris Darelas, Lasse Schöne. |
| Afwezig: Bram Nuytinck, Koki Ogawa , Dirk Proper .                               |                                                                                            |                           |                                                                             | |

## Clubstatistieken

### Stand, punten en doelpunten per speelronde
| Speelronde              | 1             | 2             | 3             | 4             | 5             | 6             | 7             | 8             | 9             | 10            | 11            | 12            | 13            | 14            | 15            | 16            | 17            | 18            | 19            | 20            | 21            | 22            | 23            | 24            | 25            | 26            | 27            | 28            | 29            | 30            | 31            | 32            | 33            | 34            |
| ----------------------- | ------------- | ------------- | ------------- | ------------- | ------------- | ------------- | ------------- | ------------- | ------------- | ------------- | ------------- | ------------- | ------------- | ------------- | ------------- | ------------- | ------------- | ------------- | ------------- | ------------- | ------------- | ------------- | ------------- | ------------- | ------------- | ------------- | ------------- | ------------- | ------------- | ------------- | ------------- | ------------- | ------------- | ------------- |
| Trainer                 | Rogier Meijer | Rogier Meijer | Rogier Meijer | Rogier Meijer | Rogier Meijer | Rogier Meijer | Rogier Meijer | Rogier Meijer | Rogier Meijer | Rogier Meijer | Rogier Meijer | Rogier Meijer | Rogier Meijer | Rogier Meijer | Rogier Meijer | Rogier Meijer | Rogier Meijer | Rogier Meijer | Rogier Meijer | Rogier Meijer | Rogier Meijer | Rogier Meijer | Rogier Meijer | Rogier Meijer | Rogier Meijer | Rogier Meijer | Rogier Meijer | Rogier Meijer | Rogier Meijer | Rogier Meijer | Rogier Meijer | Rogier Meijer | Rogier Meijer | Rogier Meijer |
| Punten per speelronde   | 0             | 0             | 3             | 3             | 0             | 0             | 1             | 0             | 3             | 0             | 3             | 3             | 0             | 0             | 0             | 1             | 0             | 3             | 3             | 0             | 1             | 0             | 1             | 1             | 0             | 3             | 1             | 0             | 3             | 0             | 1             | 3             | 3             | 3             |
| Punten na speelronde    | 0             | 0             | 3             | 6             | 6             | 6             | 7             | 7             | 10            | 10            | 13            | 16            | 16            | 16            | 16            | 17            | 17            | 20            | 23            | 23            | 24            | 24            | 25            | 26            | 26            | 29            | 30            | 30            | 33            | 33            | 34            | 37            | 40            | 43            |
| Stand na speelronde     | 12e           | 14e           | 11e           | 7e            | 9e            | 12e           | 12e           | 16e           | 12e           | 13e           | 10e           | 8e            | 9e            | 10e           | 11e           | 12e           | 12e           | 11e           | 11e           | 11e           | 11e           | 11e           | 12e           | 13e           | 13e           | 11e           | 12e           | 13e           | 11e           | 13e           | 13e           | 13e           | 8e            | 8e            |
| Goals per speelronde    | 1             | 0             | 1             | 3             | 0             | 1             | 1             | 0             | 3             | 0             | 6             | 3             | 1             | 1             | 0             | 1             | 1             | 1             | 4             | 0             | 3             | 1             | 2             | 0             | 2             | 1             | 3             | 0             | 2             | 0             | 1             | 3             | 3             | 2             |
| Goals na speelronde     | 1             | 0             | 2             | 5             | 5             | 6             | 7             | 7             | 10            | 10            | 16            | 19            | 20            | 21            | 21            | 22            | 23            | 24            | 28            | 28            | 31            | 32            | 34            | 34            | 36            | 37            | 40            | 40            | 42            | 42            | 43            | 46            | 49            | 51            |
| Doelsaldo na speelronde | -1            | -2            | -1            | +2            | +0            | -1            | -1            | -2            | +1            | +0            | +6            | +9            | +8            | +7            | +2            | +2            | -1            | +0            | +3            | +1            | +1            | +0            | +0            | +0            | -1            | +0            | +0            | -2            | -1            | -2            | -2            | +1            | +4            | +5            |

### Thuis/uit-verhouding
|               | AJA | ALM | AZ  | FEY | FOR | GAE | GRO | HEE | HER | NAC | PEC | PSV | RKC | SPA | TWE | UTR | WIL | Gem.      | Totaal |
| ------------- | --- | --- | --- | --- | --- | --- | --- | --- | --- | --- | --- | --- | --- | --- | --- | --- | --- | --------- | ------ |
| Uitslag thuis | 1-2 | 2-2 | 3-3 | 1-1 | 4-1 | 2-3 | 6-0 | 3-0 | 1-2 | 3-0 | 1-0 | 3-3 | 2-1 | 1-1 | 1-2 | 1-2 | 1-1 | 2,12-1,41 | 36-24  |
| Uitslag uit   | 0-3 | 1-0 | 1-0 | 0-0 | 0-3 | 5-0 | 2-1 | 1-0 | 1-2 | 1-0 | 0-1 | 2-0 | 0-3 | 2-0 | 2-0 | 0-1 | 4-1 | 1,29-0,88 | 22-15  |
| Punten thuis  | 0   | 1   | 1   | 1   | 3   | 0   | 3   | 3   | 0   | 3   | 3   | 1   | 3   | 1   | 0   | 0   | 1   | 1,41      | 24     |
| Punten uit    | 3   | 0   | 0   | 1   | 3   | 0   | 0   | 0   | 3   | 0   | 3   | 0   | 3   | 0   | 0   | 3   | 0   | 1,12      | 19     |
| Punten totaal | 3   | 1   | 1   | 2   | 6   | 0   | 3   | 3   | 3   | 3   | 6   | 1   | 6   | 1   | 0   | 3   | 1   | 1,26      | 43     |

### Toeschouwers
| Ronde | Tegenstander     | Toeschouwers | Totaal Toeschouwers | Gemiddeld |
| 01    | FC Twente        | 12.540       | 12.540              | 12.540    |
| 03    | PEC Zwolle       | 12.540       | 25.080              | 12.540    |
| 06    | Heracles Almelo  | 12.540       | 37.620              | 12.540    |
| 07    | Feyenoord        | 12.540       | 50.160              | 12.540    |
| 09    | SC Heerenveen    | 12.540       | 62.700              | 12.540    |
| 11    | FC Groningen     | 12.540       | 75.240              | 12.540    |
| 13    | FC Utrecht       | 12.540       | 87.780              | 12.540    |
| 14    | Ajax             | 12.650       | 100.430             | 12.554    |
| 16    | Sparta Rotterdam | 12.650       | 113.080             | 12.564    |
| 19    | Fortuna Sittard  | 12.650       | 125.730             | 12.573    |
| 21    | PSV              | 12.650       | 138.380             | 12.580    |
| 23    | Almere City      | 12.650       | 151.030             | 12.586    |
| 25    | Go Ahead Eagles  | 12.650       | 163.680             | 12.591    |
| 27    | AZ               | 12.650       | 176.330             | 12.595    |
| 29    | RKC Waalwijk     | 12.650       | 188.980             | 12.599    |
| 31    | Willem II        | 12.650       | 201.630             | 12.602    |
| 33    | NAC Breda        | 12.650       | 214.280             | 12.605    |

## Spelersstatistieken

### Wedstrijden
| Nr. | Speler            | Eredivisie | KNVB Beker | Play- offs | Totaal | Speelminuten |
| --- | ----------------- | ---------- | ---------- | ---------- | ------ | ------------ |
| 1   | Calvin Verdonk    | 33         | 2          | 1          | 36     | 3154         |
| 2   | Sami Ouaissa      | 33         | 2          | 1          | 36     | 2097         |
| 3   | Başar Önal        | 33         | 2          | 1          | 36     | 1588         |
| 4   | Brayann Pereira   | 31         | 2          | 1          | 34     | 2363         |
| 5   | Sontje Hansen     | 31         | 2          | 1          | 34     | 2045         |
| 6   | Robin Roefs       | 32         | 0          | 1          | 33     | 3000         |
| 7   | Iván Márquez      | 28         | 2          | 1          | 31     | 2571         |
| 8   | Thomas Ouwejan    | 29         | 1          | 1          | 31     | 1909         |
| 9   | Mees Hoedemakers  | 27         | 2          | 1          | 30     | 1965         |
| 10  | Kodai Sano        | 25         | 2          | 1          | 28     | 2320         |
| 11  | Vito van Crooij   | 25         | 2          | 1          | 28     | 2193         |
| 12  | Kento Shiogai     | 25         | 2          | 1          | 28     | 692          |
| 13  | Dirk Proper       | 26         | 0          | 0          | 26     | 2161         |
| 14  | Bram Nuytinck     | 25         | 1          | 0          | 26     | 1807         |
| 15  | Koki Ogawa        | 24         | 2          | 0          | 26     | 1764         |
| 16  | Philippe Sandler  | 19         | 1          | 1          | 21     | 1590         |
| 17  | Rober González*   | 17         | 2          | 0          | 19     | 1148         |
| 18  | Lasse Schöne      | 17         | 2          | 0          | 19     | 372          |
| 19  | Lefteris Lyratzis | 15         | 2          | 1          | 18     | 849          |
| 20  | Bryan Linssen     | 15         | 0          | 1          | 16     | 900          |
| 21  | Lars Olden Larsen | 9          | 0          | 1          | 10     | 357          |
| 22  | Argyris Darelas   | 5          | 0          | 0          | 5      | 37           |
| 23  | Stijn van Gassel  | 2          | 2          | 0          | 4      | 420          |
| 24  | Bart van Rooij*   | 2          | 0          | 0          | 2      | 178          |
| 25. | Yousri Sbai       | 2          | 0          | 0          | 2      | 11           |
|     | Totaal            | 34         | 2          | 1          | 37     | 3420         |

* is al vertrokken

### Clubtopscorers 2024/25
| #   | Naam              | Doelpunten  | Doelpunten | Doelpunten | Doelpunten | Assists     | Assists    | Assists    | Assists |
| #   | Naam              | Eredi-visie | KNVB Beker | Play- offs | Totaal     | Eredi-visie | KNVB Beker | Play- offs | Totaal  |
| --- | ----------------- | ----------- | ---------- | ---------- | ---------- | ----------- | ---------- | ---------- | ------- |
| 1.  | Vito van Crooij   | 9           | 0          | 1          | 10         | 7           | 0          | 0          | 7       |
| 2.  | Koki Ogawa        | 7           | 2          | 0          | 9          | 1           | 0          | 0          | 1       |
| 3.  | Sontje Hansen     | 6           | 1          | 0          | 7          | 4           | 0          | 0          | 4       |
| 4.  | Sami Ouaissa      | 7           | 0          | 0          | 7          | 1           | 0          | 1          | 2       |
| 5.  | Kento Shiogai     | 4           | 1          | 0          | 5          | 1           | 0          | 0          | 1       |
| 6.  | Bryan Linssen     | 4           | 0          | 0          | 4          | 0           | 0          | 0          | 0       |
| 7.  | Kodai Sano        | 2           | 0          | 1          | 3          | 2           | 0          | 0          | 2       |
| 8.  | Brayann Pereira   | 3           | 0          | 0          | 3          | 2           | 0          | 0          | 2       |
| 9.  | Thomas Ouwejan    | 2           | 0          | 0          | 2          | 5           | 0          | 0          | 5       |
| 10. | Rober González*   | 2           | 0          | 0          | 2          | 1           | 0          | 0          | 1       |
| 11. | Iván Márquez      | 2           | 0          | 0          | 2          | 0           | 0          | 0          | 0       |
| 12. | Başar Önal        | 1           | 0          | 0          | 1          | 2           | 1          | 0          | 3       |
| 13. | Calvin Verdonk    | 1           | 0          | 0          | 1          | 1           | 0          | 0          | 1       |
| 14. | Bram Nuytinck     | 1           | 0          | 0          | 1          | 0           | 0          | 0          | 0       |
| 15. | Lefteris Lyratzis | 0           | 0          | 0          | 0          | 2           | 0          | 0          | 2       |
| 16. | Mees Hoedemakers  | 0           | 0          | 0          | 0          | 1           | 1          | 0          | 2       |
| 17. | Dirk Proper       | 0           | 0          | 0          | 0          | 1           | 0          | 0          | 1       |
| 18. | Bart van Rooij*   | 0           | 0          | 0          | 0          | 1           | 0          | 0          | 1       |

* is al vertrokken

### Overzicht kaarten en schorsingen
| Speler           | Wed | Ere | Bek | PO | Vor | Totaal aantal gele kaart(en) | Twee gele kaarten in 1 wedstrijd aan dezelfde speler | Rode kaart |
| ---------------- | --- | --- | --- | -- | --- | ---------------------------- | ---------------------------------------------------- | ---------- |
| Calvin Verdonk   | 36  | 9   | 0   | 1  | 0   | 10                           | 0                                                    | 0          |
| Vito van Crooij  | 28  | 5   | 1   | 0  | 0   | 6                            | 1                                                    | 0          |
| Iván Márquez     | 31  | 4   | 2   | 0  | 0   | 6                            | 0                                                    | 0          |
| Kodai Sano       | 28  | 3   | 2   | 0  | 0   | 5                            | 0                                                    | 1          |
| Bram Nuytinck    | 26  | 4   | 0   | 0  | 0   | 4                            | 0                                                    | 0          |
| Brayann Pereira  | 34  | 2   | 2   | 0  | 0   | 4                            | 0                                                    | 0          |
| Sontje Hansen    | 34  | 3   | 0   | 1  | 0   | 4                            | 0                                                    | 0          |
| Bryan Linssen    | 16  | 3   | 0   | 0  | 0   | 3                            | 0                                                    | 0          |
| Dirk Proper      | 26  | 3   | 0   | 0  | 0   | 3                            | 0                                                    | 0          |
| Başar Önal       | 36  | 3   | 0   | 0  | 0   | 3                            | 0                                                    | 0          |
| Sami Ouaissa     | 36  | 3   | 0   | 0  | 0   | 3                            | 0                                                    | 0          |
| Rober González*  | 19  | 1   | 1   | 0  | 0   | 2                            | 0                                                    | 0          |
| Lasse Schöne     | 19  | 1   | 0   | 0  | 0   | 1                            | 1                                                    | 0          |
| Philippe Sandler | 21  | 1   | 0   | 0  | 0   | 1                            | 0                                                    | 0          |
| Koki Ogawa       | 26  | 1   | 0   | 0  | 0   | 1                            | 0                                                    | 0          |
| Mees Hoedemakers | 30  | 1   | 0   | 0  | 0   | 1                            | 0                                                    | 0          |
| Thomas Ouwejan   | 31  | 1   | 0   | 0  | 0   | 1                            | 0                                                    | 0          |
| Totaal           | 37  | 49  | 8   | 2  | 0   | 59                           | 2                                                    | 1          |

### Topscorers oefenwedstrijden
| Nr.    | Naam              | Goals |
| ------ | ----------------- | ----- |
| 1.     | Lars Olden Larsen | 3     |
| 2.     | Dirk Proper       | 2     |
| 2.     | Sami Ouaissa      | 2     |
| 3.     | Mees Hoedemakers  | 1     |
| 3.     | Lasse Schöne      | 1     |
| 3.     | Luc Nieuwenhuijs  | 1     |
| 3.     | Giorgio Ghiani    | 1     |
| Totaal | Totaal            | 11    |

Ajax ·
Almere City FC ·
AZ · 
Feyenoord ·
Fortuna Sittard ·
Go Ahead Eagles ·
FC Groningen ·
sc Heerenveen ·
Heracles Almelo ·
NAC Breda ·
N.E.C. ·
PEC Zwolle ·
PSV ·
RKC Waalwijk ·
Sparta Rotterdam ·
FC Twente ·
FC Utrecht ·
Willem II